# Ouadhia
Ouadhia é um distrito da província de Tizi Ouzou, no norte da Argélia. Em 2008, sua população era de 15 771 habitantes.